# George Macdonald (archéologue)
George Macdonald (30 janvier 1862 - 9 août 1940) est un archéologue et numismate britannique qui étudie le mur d'Antonin.

## Biographie
Macdonald est né à Elgin le 30 janvier 1862 . Son père, James Macdonald, est maître d'école à l'Académie Elgin et sa mère est Margaret Raff. Son père part de l'Elgin Academy pour aller à l'Ayr Academy au cours de sa jeunesse .
Macdonald fait ses études à l'Ayr Academy où son père est recteur,. Il étudie en Allemagne et en France, puis à l'Université d'Édimbourg et au Balliol College d'Oxford, obtenant une maîtrise ès arts en 1887 ,. Il occupe ensuite un poste d'enseignant des classiques à la Kelvinside Academy ,. En 1892, il commence à donner des cours de grec à l'Université de Glasgow en tant qu'assistant de Gilbert Murray . À cette époque, il vit au 21 Lilybank Gardens à Glasgow .
Macdonald participe à des fouilles archéologiques à partir de 1902, lorsqu'il fouille le fort de Bar Hill avec Alexander Park . Il emploie "la méthode scientifique et l'équipement" dans son travail sur le terrain et les excavations, en ayant pour résultat de nouvelles découvertes dans la discipline d'histoire Romano-britannique . Le père de Macdonald s'intéresse aussi à l'archéologie romaine ,.
Son livre The Roman Wall in Scotland (1911, révisé en 1934) est important en ce qu'il « rassemblait tous les sites connus en un seul volume complet » .
Macdonald exerce une influence considérable sur Anne Strachan Robertson, une de ses étudiantes ; sa nécrologie déclare que « Sa propre riche contribution doit beaucoup à l'influence de Sir George Macdonald, qui a dominé les études romano-britanniques entre les deux guerres mondiales. De lui, elle a puisé la patience de noter les détails et la pesée impartiale des preuves que Macdonald avait tant admirées chez Francis Haverfield, un ancien géant dans le domaine" .
En 1904, Macdonald quitte le milieu universitaire pour rejoindre la fonction publique en tant que secrétaire adjoint des directions écossaises de l'éducation, avant d'être promu secrétaire en 1922 . Il est « surtout connu pour avoir établi le Leaving Certificate Examination et pour avoir introduit le premier régime de retraite pour les enseignants en Écosse » .
Il prend sa retraite en 1928 .
Il épouse Margaret Tannahill Younger (1857-1951) en 1897 . Ils ont trois enfants; George Henry Macdonald décédé en bas âge (1899-1899), Isobel Margaret Macdonald (1900-1927) et James Younger Macdonald (1902-1960).
Macdonald est décédé à Édimbourg le 9 août 1940 et est enterré dans l'extension du XXe siècle du cimetière Dean sur Queensferry Road dans l'ouest d'Édimbourg avec sa famille.
Il lègue environ deux cents livres d'archéologie classique à la bibliothèque de l'Université d'Édimbourg .

## Récompenses et postes
De 1892 à 1904, Macdonald catalogue la collection de pièces de monnaie grecques au Hunterian Museum and Art Gallery de Glasgow, et en conséquence est nommé conservateur honoraire à vie en 1905 . Cela lui vaut également le prix Allier de Hauteroche en (1907) .
De 1921 à 1926, il est président de la Société pour la promotion des études romaines et, de 1935 à 1936, président de la Royal Numismatic Society. De 1927 à 1930, il est nommé à la Commission royale des musées et galeries nationaux, puis à la Commission permanente qui lui succède . Il est président de la Commission royale sur les monuments anciens et historiques d'Écosse de 1934 jusqu'à sa mort. De 1933 à 1940, il est président de la Society of Antiquaries of Scotland.
Macdonald reçoit la médaille de la Royal Numismatic Society en 1913.
Il reçoit des doctorats honorifiques de l'Université d'Oxford, de l'Université de Cambridge, de l'Université de Glasgow et de l'Université d'Édimbourg .
Il est fait Chevalier Commandeur de l'Ordre du Bain (KCB) par le roi George V en 1927 .
En 1932, un volume du Journal of Roman Studies (22) est publié en son honneur .

## Ouvrages
- Catalogue des pièces grecques de la collection Hunterian, Université de Glasgow, 3 volumes (Glasgow, 1899-1905)
- Types de pièces: leur origine et leur développement (les conférences Rhind de 1904) (Glasgow, 1905).
- Les forts romains de Bar Hill, Dumbartonshire (Glasgow, 1906), avec Alexander Park.
- Le mur romain en Écosse (les conférences Dalrymple de 1910) (1911), révisé et republié en 1934
- "L'édification du Mur d'Antonin : une nouvelle étude des inscriptions". Journal d'études romaines (1921) 11 : 1–24.
- "Ancient Persian Coins in India", "Ancient Greek Coins in India" et "The Hellenic Kingdoms of Syria, Bactria and Parthia", dans The Cambridge Ancient History of India, vol. 1 (1922), p. 342–4, 386-90, 427-66.
- L'occupation romaine de la Grande-Bretagne (les conférences Ford prononcées par Francis Haverfield et révisées par Macdonald) (Oxford 1924).